# Децилог
Децилог — общая логарифмическая единица измерения отношения двух величин, определяемая подобно децибелу, но применяемая к произвольным физическим величинам. Обозначается как {\displaystyle dlg_{phys.val.}}. Децилог отношения величин {\displaystyle V_{1}}, {\displaystyle V_{2}}  определяется по формуле {\displaystyle dlg=10\lg {\frac {V_{2}}{V_{1}}}}, аналогично децибелу. Удобство применения децилогов заключается в замене операций умножения и деления при операциях с физическими величинами сложением и вычитанием. 